# 第九代德文郡公爵維克多·卡文迪許
第九代德文郡公爵維克多·克里斯蒂安·威廉·卡文迪許（ KG GCMG GCVO TD PC JP FRS，1868年5月31日—1938年5月6日），英國政治人物。
曾任西德比郡自由统一党国会议员（1891年－1908年）、加拿大总督（1916年－1921年）、理藩大臣（1922年－1924年）。

## 家庭
他在1892年7月30日娶第五任加拿大总督亨利·佩蒂-菲茨莫里斯，第五代蘭斯敦侯爵的長女伊芙林·埃米莉·玛丽·菲茨莫里斯（Lady Evelyn Emily Mary Fitzmaurice，1870年－1960年）为妻，育有二子五女：
- 長子爱德华·威廉·斯潘塞·卡文迪许，第十代德文郡公爵（1895年－1950年），娶玛丽·盖斯科因-塞西尔。
- 長女莫德·路易莎·埃玛·卡文迪许（1896年－1975年），1917年先嫁安格斯·马金托什（Angus Mackintosh）（1885年－1918年），生一女；1923年再嫁乔治·埃文·迈克尔·贝里（George Evan Michael Baillie）（卒於1941年）。
- 次女布兰契·凯瑟琳·卡文迪许（1898年－1987年），1919年嫁伊万·默里·科博尔德（Ivan Murray Cobbold）中校（卒於1944年）。
- 三女桃樂絲·卡文迪许（1900年－1966年），1920年嫁哈罗德·麦克米伦上尉（後來成為英国首相）。
- 四女瑞秋·卡文迪许（1902年－1977年），1923年嫁詹姆斯·斯图尔特，第一代芬德霍恩的斯图尔特子爵（1897年－1971年）。
- 次子查尔斯·阿瑟·弗朗西斯·卡文迪许勋爵（1905年8月29日－1944年3月23日），1932年娶阿黛尔·雅士提（美國電影明星弗雷德·阿斯泰尔的姐姐）。
- 五女安妮·卡文迪许（1909年－1981年），嫁亨利·菲利普·亨洛克（Henry Philip Hunloke）。

| 政府职务                                 | 政府职务             | 政府职务                                 |
| ---------------------------------------- | -------------------- | ---------------------------------------- |
| 前任： 康诺特和斯特拉森公爵              | 加拿大總督 1916–1921 | 繼任： 拜恩勋爵                          |
| 英格蘭貴族爵位                           |                      |                                          |
| 前任： 斯賓塞·卡文迪许，第八代德文郡公爵 | 德文郡公爵 1908–1938 | 繼任： 爱德华·卡文迪许，第十代德文郡公爵 |